# Hiéroglyphe égyptien A52

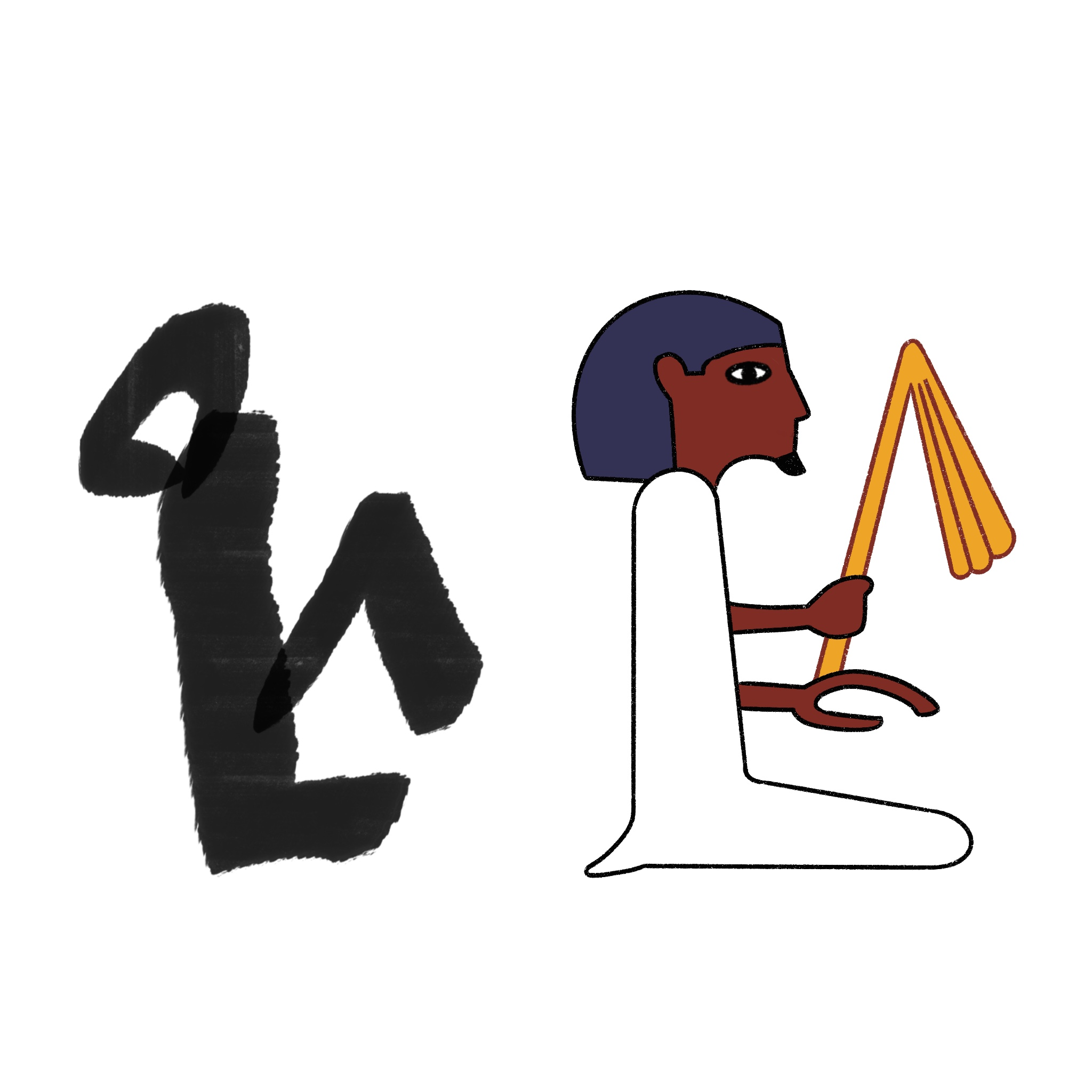
Version hiératique et hiéroglyphique

Le hiéroglyphe égyptien A52 (homme agenouillé tenant le flagellum), est classifié dans la section A « L'Homme et ses occupations » de la liste de Gardiner ; il y est noté A52.

## Représentation
Il représente un homme noble agenouillé, portant souvent une sorte de fichu blanc
| noué derrière la tête et tenant le flagellum nḫḫ | S45. |  |

## Utilisation
C'est un déterminatif des termes (surtout prénoms) désignant une personne vénérable dans un contexte funéraire (soit décédée soit envisagée dans sa situation après la mort).  
| S · p · z | A52 |

| S · p · z | A52 |

Il est surtout utilisé sous la XVIIIe dynastie. 

## Exemples de mots
| G25 | Z1 | A52 |

| G25 | Z1 | A52 |

| z · a | H | A31 | A52 |

| z · a | H | A31 | A52 |

| U33 | A52 | s | Aa40 |

| U33 | A52 | s | Aa40 |